# Waldrich Coburg
Die Werkzeugmaschinenfabrik Waldrich Coburg (Eigenschreibweise WALDRICH COBURG) stellt im Großwerkzeugmaschinenbau Präzisionsbearbeitungsmaschinen her. Schwerpunkt des Unternehmens sind Bau und Service von hochgenauen und großen Portalfräsmaschinen, mit denen beispielsweise die Gehäuse von Schiffsdieselmotoren oder Schiffspropellern bearbeitet werden. Das im Jahr 1920 gegründete Unternehmen hat seinen Sitz in Coburg (Oberfranken).

## Geschichte

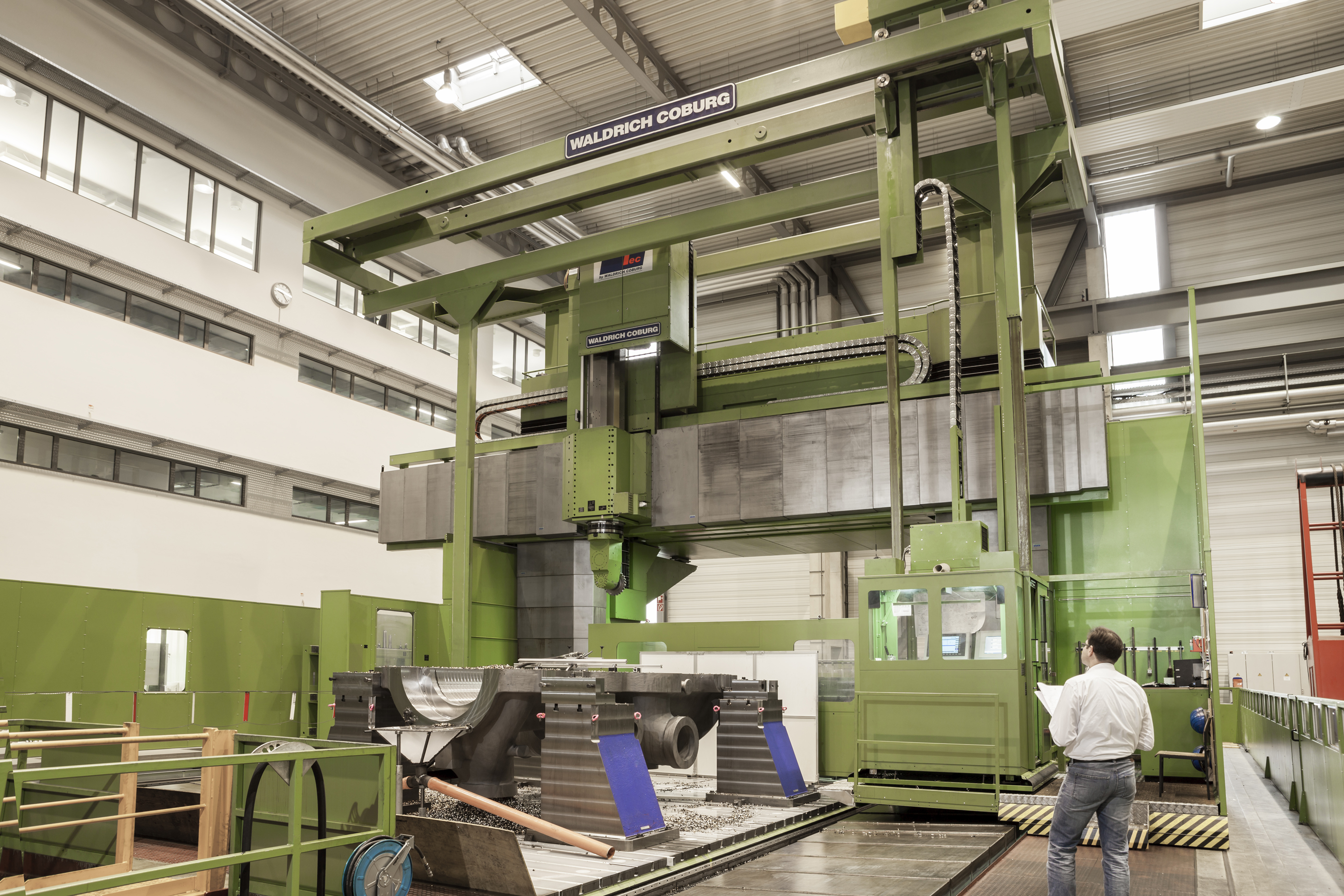
Portalfräsmaschine PowerTec in Gantrybauweise

Der Siegener Adolf Waldrich (* 1888), ein jüngerer Bruder von Oskar Waldrich, übernahm 1919 zusammen mit dem Ingenieur Emil Hardt eine kleine Fabrik mit 20 Beschäftigten in der Coburger Gerbergasse.
Aus der Fabrik entstand 1920 das Unternehmen Globuswerke. Anfangs wurden Maschinen repariert sowie für die Glas- und Steinbearbeitung hergestellt. Im Jahr 1926 wurden die Globuswerke an ihren heutigen Standort in den Coburger Hahnweg verlegt, Hardt schied aus und das Unternehmen wurde in Maschinenfabrik Adolf Waldrich umbenannt.
Die Firma hatte sich im Laufe der Jahre auf die Herstellung von Blechpoliermaschinen, Zelluloidschneidemaschinen und Metallhobelmaschinen, mit Schwerpunkt Langhobelmaschinen, spezialisiert. Adolf Waldrich war am 1. Mai 1933 der NSDAP beigetreten. Er wurde 1947 im Spruchkammerverfahren als Mitläufer eingestuft.:S. 727 Die für die Rüstungswirtschaft wichtigen Werkzeugmaschinen führten 1940 zu einer Erweiterung des Unternehmens. Die Belegschaft bestand im Jahr 1936 aus 240 Mitarbeitern und wuchs bis 1944 auf 411 Personen.:S. 676 In dieser Zeit unterlag das Unternehmen den politischen und wirtschaftlichen Rahmenbedingungen des NS-Regimes, von denen es profitierte. Dazu wurde auch Zwangsarbeit eingesetzt. Die Zwangsarbeiter wurden insbesondere unter Otto von Bovert, der ab dem 1. Februar 1942 als Betriebsleiter und Direktor tätig war und zuvor bei der Hugo Schneider AG in Leipzig arbeitete, teilweise schwer misshandelt. Am 1. Januar 1944 wechselte er als Betriebsdirektor zu der Mittelwerk GmbH. Polnische Arbeiter wurden von der gesamten Arbeiterschaft zur Aufrechterhaltung der Arbeitsdisziplin geschlagen oder gezüchtigt.:S. 727
Am 5. März 1950 starb Adolf Waldrich. Das Unternehmen wurde in Werkzeugmaschinenfabrik Adolf Waldrich Coburg umbenannt, neue Gesellschafter und Geschäftsführer waren Otto Waldrich, der Sohn, und Bernhard Kapp, der Schwiegersohn.
Das Produktionsprogramm wurde unter anderem um kombinierte Hobel-, Fräs-, Schleif- und Langfräsmaschinen erweitert. In den 1960er-Jahren folgte die Herstellung von Großfräsmaschinen, wobei die Anzahl der Mitarbeiter auf 1000 wuchs und bis Mitte der 1980er-Jahre in dieser Größenordnung blieb. Seitdem gehört die Werkzeugmaschinenfabrik Adolf Waldrich Coburg weltweit zu den führenden Unternehmen auf dem Gebiet der Bearbeitung von Großwerkstücken. Im Jahr 1977 verließ Bernhard Kapp, der 1953 eine eigene Werkzeugmaschinenfabrik, die Kapp GmbH, gegründet hatte, die Werkzeugmaschinenfabrik Adolf Waldrich Coburg.

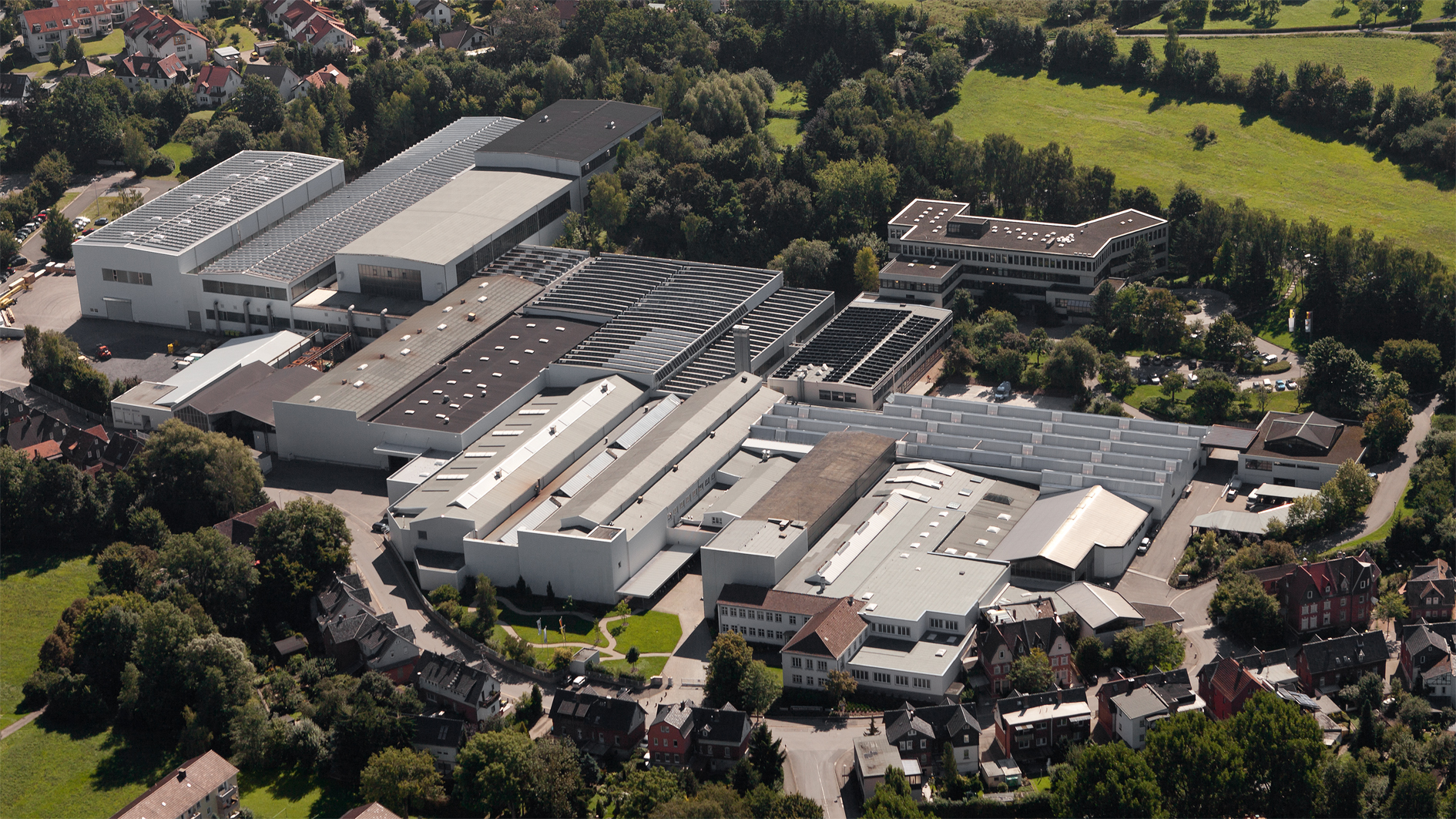
Waldrich Coburg, Hahnweg 116

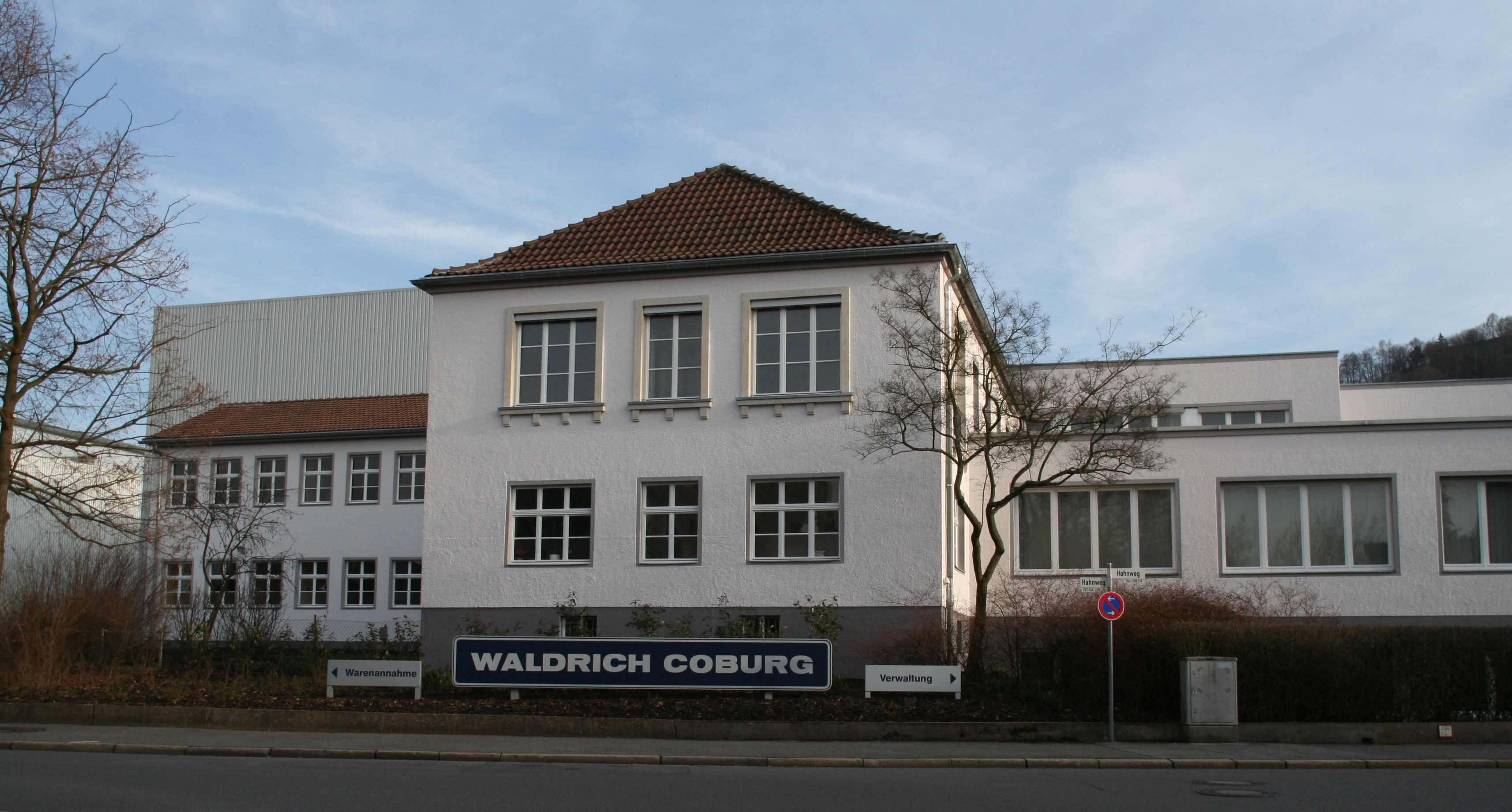
Waldrich Coburg, Hahnweg 116

Im Jahr 1986 verkaufte Otto Waldrich, der keine Nachfolger aus der Familie hatte, das Unternehmen an die US-amerikanische Firma Ingersoll International aus Rockford, die ebenfalls Großfräsmaschinen herstellte. Ingersoll hatte zuvor schon im Jahr 1971 die 1840 gegründete Maschinenfabrik H.A. Waldrich erworben und in Waldrich Siegen Werkzeugmaschinen GmbH umbenannt.
Im Jahr 2003 erwarb nach der Insolvenz von Ingersoll die Maschinenfabrik Herkules Siegen die Firmen Waldrich Siegen und Waldrich Coburg. In Coburg gab es nur noch 500 Mitarbeiter. Im Herbst 2005 wurde die Werkzeugmaschinenfabrik Adolf Waldrich Coburg an Beijing No. 1 Machine Tool verkauft, die zur Peking Jingcheng Machinery and Electric Holding gehört. Im Jahr 2006 hatte das Unternehmen einen Umsatz von 75 Millionen Euro, wobei 570 Mitarbeiter in Coburg beschäftigt wurden.
Am 2. Juli 2008 wurde die Werkzeugmaschinenfabrik Adolf Waldrich Coburg GmbH & Co. KG in die Werkzeugmaschinenfabrik Waldrich Coburg GmbH umgewandelt. Im Jahr 2016 hatte das Unternehmen rund 750 Mitarbeiter.
Bedingt durch eine Krise im Markt für Spezial-Werkzeugmaschinen schrieb das Unternehmen etwa drei Jahre lang rote Zahlen. Dies führte dazu, dass sich Waldrich Coburg im April 2017 von etwa 180 Mitarbeitern trennte.

## Produkte
Das Unternehmen stellt hochpräzise Großwerkzeugmaschinen her: Vertikal-Fräsbearbeitungszentren in Gantry- und Tischbauweise, Horizontal-Fräsbearbeitungszentren, Vertikaldrehmaschinen, Führungsbahnen- und Flächenschleifmaschinen, Riffelwalzenschleifmaschinen, Linearführungsschleifmaschinen.
Die Produkte finden ihre Anwendung in den folgenden Industrien:
Dieselmotorenbau, Kraftwerkskomponenten, Werkzeug- und Formenbau, Druck- und Papiermaschinenbau, Windkraftindustrie, Baumaschinen, Schienen- und Weichenbau, Werkzeugmaschinenbau, Luft- und Raumfahrt, Fertigung von Schiffspropellern, Hütten- und Walzwerke und Lohnfertigung.

## Gantry- und Tischbauweise
Der Begriff Gantry-Bauweise kommt aus dem Kranbau (Bockkran). Im Werkzeugmaschinenbau bezeichnet Gantrybauweise die Bauweise, bei der das Maschinenportal über dem Maschinentisch verfährt. Der Vorteil dieser Bauweise ist dabei, dass die Werkzeugmaschine einen geringeren Platzbedarf hat, allerdings wird dabei ein größeres Fundament benötigt.
Als Tischbauweise bezeichnet man hingegen die Bauweise, bei der der Maschinentisch unter dem festen Maschinenportal verfährt. Hier ist der Vorteil das kompaktere Fundament, jedoch muss dabei der Maschine ein größerer Platzbedarf eingeräumt werden.